# Kastell Dambach

Die Karte zeigt die bis 2010 an Kastell und Vicus festgestellten archäologischen Befunde.

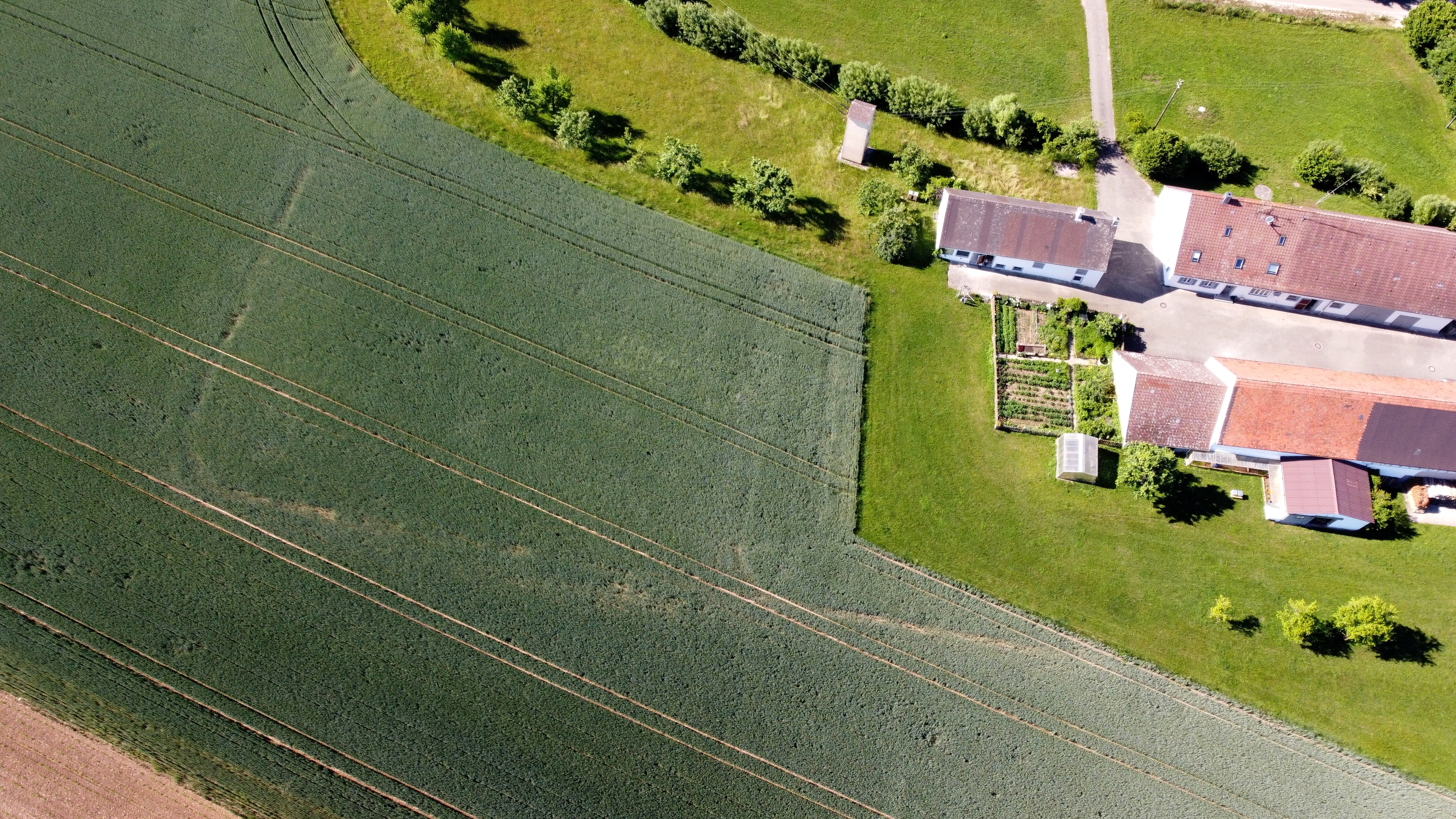
Luftbild der Südwestecke des Kastells Dambach. Die Südwestecke des Numeruskastells mit einem Eckturm ist ebenfalls deutlich zu erkennen.

Das Kastell Dambach, in der historischen Literatur auch als Kastell Hammerschmiede bekannt, ist ein römisches Militärlager, das am Rätischen Limes, einem Teil des zum UNESCO-Weltkulturerbe erhobenen Obergermanisch-Rätischen Limes, errichtet wurde und heute größtenteils unüberbaut, doch nicht sichtbar auf den Gemarkungen östlich des Dorfes Dambach, Ortsteil der Gemeinde Ehingen, im Landkreis Ansbach in Bayern liegt. Seine durch die Baugeschichte bedingte längliche Form macht es in dieser Art am Obergermanisch-Rätischen Limes einzigartig. Seine besondere historische Stellung erhält Dambach auch durch den späten Bau des Steinkastells, seine zwei großen Lagerdörfer sowie den teils einzigartigen Fundbestand aufgrund des seit der Antike feuchterhaltenden Bodens. Von Bedeutung ist auch ein örtliches Quellheiligtum mit einer Vielzahl von Votivgaben.

## Lage
Das Kastell, nur 100 Meter hinter dem Limes gelegen, wurde in einem flachen topographischen Halbkessel auf einer nach Westen nur leicht ansteigenden Erhöhung gegründet. Dieser Kessel wird vom sanft ausgeformten Tal des Moosgrabens durchschnitten, der von nordwestlicher in südöstliche Richtung zum Mühlbach hin abläuft und in dieser Verlängerung am Kastell Unterschwaningen den Arrabach aufnimmt. Der Untergrund des Kastells ist aufgrund des anstehenden Basisletten, einer Tonschicht, von jeher sumpfiges Land geblieben, was speziell im Vicus, dem Lagerdorf, zu einzigartig gut erhaltenen Holzbefunden geführt hat. Der Limes kommt nördlich des Kastells aus südwestlicher Richtung heran, steigt ins Moosgrabental hinab und läuft auf der östlichen Talseite den Hang hinauf in die „Heide“, einen großen, sich nach Norden ausdehnenden Wald. Dort, 250 Meter vom Kastellplatz entfernt, finden sich rund 50 Meter hinter der Limesmauer leichte Bodenwälle, die eine ovale Fläche begrenzen, wo in römischer Zeit wohl ein kleines Amphitheater in Holz-Erde-Bauweise stand, wie es sie mehrfach an Limeskastellen gegeben hat. Vom Kastell aus konnte die Besatzung zu den benachbarten Limeswachtürmen und zu der vermuteten Signalstation auf dem südwestlichen Hesselberg, der die Landschaft dominiert, Kontakt aufnehmen. Dennoch sind die Sichtmöglichkeiten durch die Lage der Befestigung in einem Halbkessel derart begrenzt, dass ihre Gründung an diesem Platz Fragen offenlässt. Da das Gelände am Kastell Dambach in der Neuzeit durch starke menschliche Eingriffe, wie beim Bau von Teichen (u. a. Zerstörung von Teilen der Kastellumwehrung, des Lagerdorfes und des Limes) sowie durch Lehmabbau einer bis zum Ersten Weltkrieg auf dem Lagerplatz arbeitenden Ziegelei seine historische Gestaltung verloren hat, ist die antike Lagesituation nur noch sehr eingeschränkt vor Ort erfahrbar. Rätselhaft bleibt die topographisch nicht sehr günstige Lage des Kastells im feucht-morastigen Muldental des Moosgrabens. Möglicherweise sollten hier nachträglich zwei von Norden aus dem Freien Germanien (Germania libera) führende Straßen über den Limes kontrolliert werden. Ein großer Teil des aus Holzhäusern bestehenden Lagerdorfes (Vicuskern I) ist ebenfalls auf dem schwierigen, normalerweise von den Römern gemiedenen Untergrund errichtet worden. Dambach wird als wichtiger Handelsplatz am Limes angesehen.

## Forschungsgeschichte
Johann Alexander Döderlein (1675–1745) berichtet in seinem 1731 erschienenen Werk über die Limesanlagen bei Dambach ab WP 13/36:
In welcher Gegend, und zwar nah an der Strasse [von Schwaningen nach Ansbach], zur Lincke, ein notabler tumulus, oder runde Höhe, von Steinen und Schutt, wahr zu nehmen. Welcher daß es weyland ein Thurn oder propugnaculum [Bollwerk] der Mauer gewesen, keineswegs zweiffle. Aus bemeldter Heide bricht selbige in der Gegend des Kräuthoffs wiederum heraus, und gehet bey und neben dasigen Weyhern in das anliegende Gehöltze, von den Anwohnern das Fraun-Holtz genannt, das Dorff Tannbach nahe zur Lincken.
Döderlein berief sich auch auf einen 1728 erschienenen Artikel im Coburgischen Zeitungs-Extract. Danach wären zu dieser Zeit noch die Reste eines Frauenklosters sichtbar gewesen, nach dem die Frauenholzer Flur ihren Namen erhalten hätte. Das Kloster, möglicherweise ein Beginenhaus, soll den Namen Nonnenfurth getragen haben. Zudem wären bei den Klosterruinen „verschiedene andere Antiquitaen“ zu finden.
Einen frühen Bericht lieferte 1818 der Historiker Andreas Buchner (1776–1854). In seiner Reise auf der Teufels-Mauer kam er auch zu den „Ruinen bei der Hammerschmiede“. Er mutmaßte hier bereits ein „römisches Castrum“. Was Buchner damals an der Hammerschmiede wirklich sah, bleibt ungewiss. Der Besitzer der Hammerschmiede, die den Namen Kreitmühle trug, zeigte Buchner Baureste, die beim Graben eines Kanals zu Tage gekommen waren. Mauerwerk und hölzerne Balken konnte der Historiker deutlich unterscheiden. Der Schmied berichtete auch von unterirdischen Gewölben und im Boden zu findenden gehauenen Steinen, die zum Hausbau verwendet wurden. Buchner erstand in der Hammerschmiede ein „Heidenköpfle“, wie die römischen Münzen in der Gegend genannt wurden.
In seiner Genauen Beschreibung der unter dem Namen der Teufelsmauer bekannten Römischen Landmarkung berichtet der Eichstätter Stadtpfarrer Franz Anton Mayer (1773–1854), dass er im Juni 1838 die Möglichkeit hatte, der Limesmauer durch den abgelassenen Kreutweiher zu folgen. Dabei stieß er – ohne näher darauf einzugehen – „absatzweise auf Reste ihrer Grundlage“. Außerdem ließ er sich vom Vater des Besitzers der Hammerschmiede, mit dem offenbar schon Buchner gesprochen hatte, berichten, dass beim Graben im Boden immer wieder dicke Mauern, Gewölbe und Reste fester Türme aus Quadersteinen aufgedeckt wurden. Es wären auch kleine Zimmer mit bemalten Wänden, kleine Ziegelsteine, „samische Geschirrfragmente“ und viele römische Münzen gefunden worden. Man zeigte Mayer auch große, durch den moorigen Grund geschwärzte Eichenbalken. Etliches von dem, was in den frühen Berichten beschrieben wird, lässt sich wohl dem mutmaßlichen wüst gewordenen hochmittelalterliche Kloster, das im Kastellbereich verortet wird, zuschreiben, doch vermischen sich in den Überlieferungen sicherlich römische Funde mit denen des Mittelalters.
1880 erwähnte der bayerische Altertumsforscher Friedrich Ohlenschlager (1840–1916), dass an diesem Platz bisher noch nie von „kundiger Hand“ gegraben wurde und plädierte für eine umfassende, großflächige Untersuchung. Er konnte aufgrund des niedrigeren Fruchtstandes, der sich in den Feldern über altem Mauerwerk deutlich abzeichnet, südwestlich der Hammerschmiede Gebäudestrukturen erkennen. Diese gehörten, wie später nachgewiesen werden konnte, zu der mutmaßlichen klösterlichen Wüstung. Zudem erwähnte er viele interessante Funde, die heute für die Wissenschaft verloren sind. Die abschnittsweise noch erstaunlich gut erhaltenen Reste der Befestigung, des kleinen Amphitheaters und die nahen Limesanlagen wurden in der Folge zwischen 1892 und 1896 durch den Apotheker Wilhelm Kohl (1848–1898), einen Streckenkommissar der Reichs-Limeskommission (RLK), teiluntersucht. 1930 befasste sich Ernst Fabricius (1857–1942) erneut mit der Arena, die zuletzt im 3D-Laser-Vermessungsverfahren aufgenommen wurde. Moderne umfassende wissenschaftliche Grabungen hat es seit dem RLK-Engagement an diesem Platz nicht mehr gegeben.

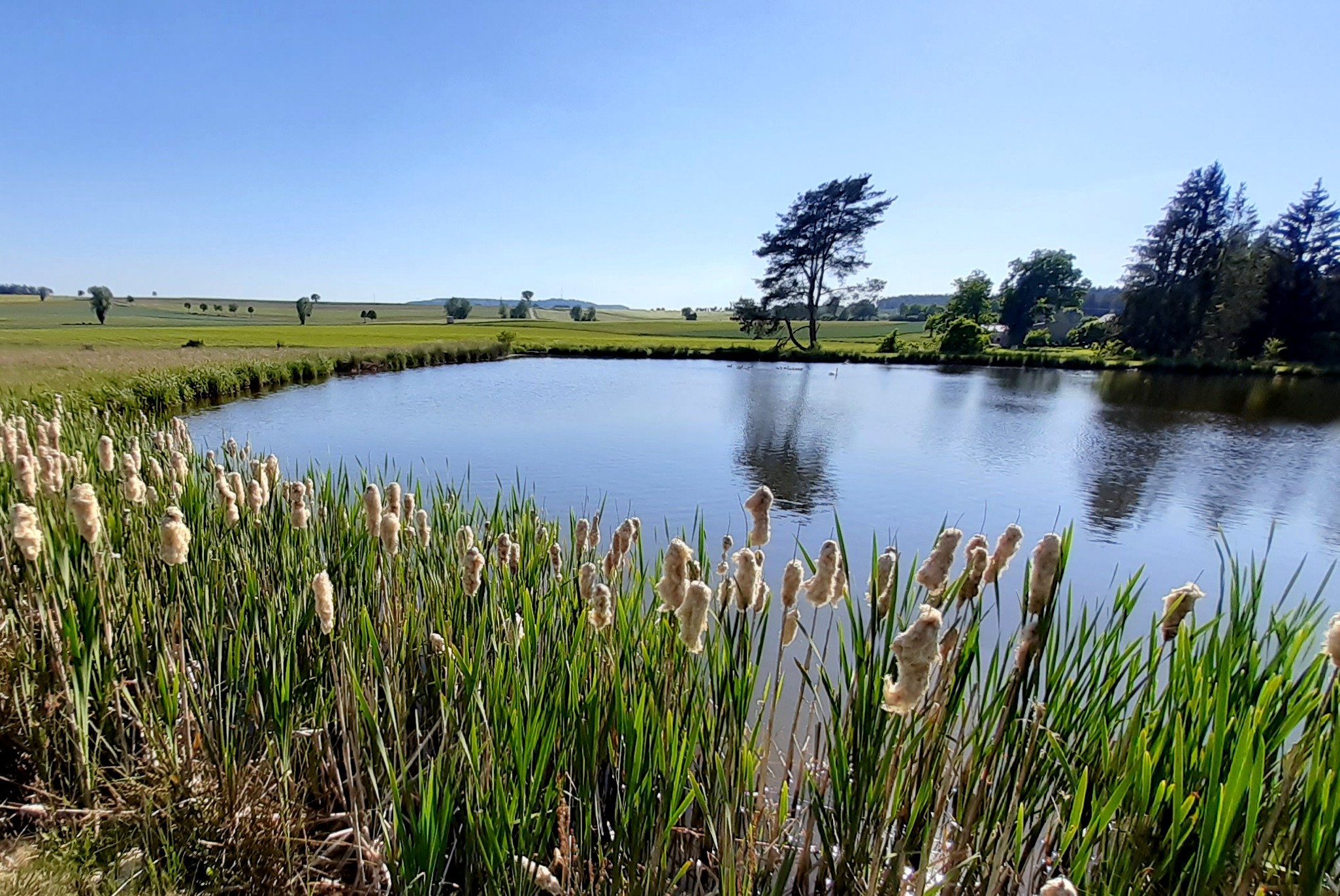
Blick auf den Moosweiher (2020)

Im Jahr 1966 wurden aus dem Kastell und dem Lagerdorf etliche Lesefunde gemeldet, darunter eine Gemme, Bronzegerätschaften und -anhänger, vier Lanzenspitzen und eine Pfeilspitze sowie eiserne Werkzeuge und Schlüssel. Die Anlage und Erweiterung von drei Karpfenteichen zwischen 1958 und 1986 machte jedoch Notgrabungen und Beobachtungen im östlichen Teil des einstigen Lagerdorfs notwendig. Die unkontrollierten Zerstörungen durch die Fischzucht haben neben den älteren Eingriffen allein zwischen 2002 und 2006 teilweise zu einem vollkommenen Substanzverlust der bekannten Flächen geführt und jegliche weitere Forschungsbemühungen zunichtegemacht. 2006 bis 2008 wurden die verbliebenen Befunde in den Weihern intensiv nachuntersucht und ebenfalls laservermessen. Hinzu kamen 34 Erdbohrungen im Moosweiher, die den Untergrund bis auf eine Tiefe von 2,5 Metern hin erschließen sollten. Außerdem wurden unter der Leitung des Archäologen Wolfgang Czysz (1949–2022) fünf Grabungsschnitte an dessen nordöstlichem Ufer getätigt.
2009 fanden die ersten geomagnetischen Untersuchungen durch das Bayerische Landesdenkmalamt statt. Diese konzentrierten sich auf die noch zugänglichen Flächen des Kastellareals und schnitten westlich und südöstlich auch Strukturen des Vicus an, die sich in unmittelbarer Randlage der Garnison befanden. Im Frühjahr 2013 erfolgten weitläufige geomagnetische Prospektionen der in diesen Bereichen liegenden Zivilsiedlung. Für diese Forschungen war insbesondere das Institut für Ur- und Frühgeschichte der Universität Kiel eingebunden worden.
Im Herbst 2005 wurden die konservierten Fundamente eines kleinen Steinbaus des Lagerdorfes (Vicus) südöstlich des Amphitheaters leicht aufgemauert und besuchergerecht präsentiert.

## Baugeschichte
Durch fehlende moderne Ausgrabungen bleiben viele Einzelheiten dieses Kastellplatzes bisher im Ungewissen. Gegründet wurde die Anlage nach traditioneller Lehrmeinung vielleicht bereits in vorantoninischer Zeit um 100 n. Chr. als bisher unbekannte Holz-Erde-Anlage. Das Kastell würde dann – nach den domitianischen Gründungen Unterschwaningen, Gnotzheim, Weißenburg und vielleicht Oberhochstatt – in die Regierungszeit Kaiser Trajans (98 bis 117) gehören. Damit hätte seine Entstehung in Zusammenhang mit dem zeitgleichen Bau der Kastelle Ruffenhofen, Theilenhofen sowie Ellingen gestanden, die damals zum weiteren Ausbau und zur Sicherung der römischen Grenze nördlich des Fränkischen Jura errichtet wurden. Das vieldiskutierte, 1983 im Kastellareal gefundene Fragment eines Militärdiplom RMD II 85 vom 27. September 112 wurde nach ersten Einschätzungen des Archäologen Hans-Jörg Kellner (1920–2015) in Niedermösien ausgestellt.
Diese These wies der Archäologe und Epigraphiker Florian Matei-Popescu mit Verweis auf die inzwischen fortgeschrittene Forschungslage in Niedermösien im Jahr 2005 zurück. Unabhängig davon hatte Paul A. Holder 2006 vorgeschlagen, die fragmentarisch überlieferten Reste von Truppenbezeichnungen auf dem Dambacher Diplom auf raetische Einheiten zu beziehen. Der Archäologe Bernd Steidl versuchte, Holders Gedanken mit den für diese Zeit bekannten Einheiten aus Raetien umzusetzen, doch stieß er auf grundlegende Schwierigkeiten. Er kam daher zu dem Schluss, dass Holders Überlegung nicht stimmen kann und der Ursprung des Diploms in einer anderen Provinz gesucht werden muss.
Unabhängig von der Problematik des Textes kann das 112 ausgestellte Diplom nicht ohne weiteres für eine Datierung des Kastellplatzes herangezogen werden, da es auch viel später nach Dambach gelangt sein könnte. Der Prähistoriker Hans-Jürgen Eggers (1906–1975) ordnete Dambachs Gründung der Zeit um 150 n. Chr. zu. Czysz konnte sich anfangs aufgrund einer umfassenden Fundbewertung, wozu neben einer 47 Hölzer starken dendrochronologischen Datei, germanische Fibeln und eine 394 Münzen starke Münzreihe zählen, nur eine noch spätere Anlage des Steinkastells, möglicherweise erst 190 oder gar 200 n. Chr. vorstellen und verglich Dambach mit dem Limeskastell Niederbieber in Rheinland-Pfalz. 2009 drückte er das Entstehungsdatum wieder auf die Zeit nach der Mitte des 2. Jahrhunderts. Es ist inzwischen das dendrochronologisch gesicherte Holz einer frischgeschlagenen Esskastanie mit Rinde aus dem östlichen Vicuskern I geborgen worden, die 28 Jahre alt geworden ist. Da das Heranziehen von Esskastanien eine rund 60-jährige, über Generationen reichende intensive Planung und Pflege braucht, müssen die Bewohner schon weit vor dem Fälldatum des Baumes, das frühestens im Jahr 180 gewesen sein kann, in Dambach ihren Wohnsitz aufgeschlagen haben. Auch der Ausbau des rätischen Limes in Stein kann heute im Bereich von Dambach zeitlich eingegrenzt werden, da der Schlag von Hölzern aus dem im Kreutweiher steckenden Pfahlrost, der einst die Limesmauer trug, dem Winterhalbjahr 206/207 n. Chr. zugeordnet werden kann. Mit der vielleicht erst nachträglichen Einfügung von Dambach in die Grenzverteidigung verloren die nahen Wachtürme Wp 13/34 und Wp 13/35 am westlichen und östlichen Talrand ihre Bedeutung.

### Phase I

#### Umwehrung
Die Geometer richteten das 115 × 85 Meter (=  0,97 Hektar). große Numeruskastell zum Limes hin aus. Die Prätorialfront (Vorderfront) befand sich bei dieser Anlage daher im Norden. Noch zu Kohls Zeiten war das dort errichtete Prätorialtor des Kastells übermannshoch erhalten. Seine Zerstörung begann jedoch mit der Anlage des Kreutweihers, der seit dem frühen 18. Jahrhundert nicht nur für den Antrieb der Hammerschmiede genutzt wird, sondern auch den Fischern als Fischteich dient. In der Literatur des 19. Jahrhunderts wird der Kreutweiher ob seiner Nutzung auch als „Hammerschmiedeweiher“ überliefert. Als im Spätherbst 1896 der Weiher abgelassen wurde, konnte Kohl das im schlammigen Ufersaum steckende Nordtor untersuchen. Der damals gut erhaltene Bau war einspurig ausgelegt und besaß zwei flankierende Tortürme. Auch nach dem Umbau der Fortifikation in Phase II blieb dieses Tor in seiner Substanz bestehen. Die Einmessungen Kohls am Torbau ergaben für die Tortürme an deren Innenseite eine erhaltene Höhe von einem Meter. Sie besaßen einen ebenerdigen Zugang. Seit den Tagen Kohls ist der Torbau vollständig zerstört worden. Wie eine Kurzuntersuchung durch Czysz im Jahr 2008 nachwies, haben Wellenschlag, Unterspülungen und Entlandungen das sorgfältig gesetzte Mauerwerk zum Einsturz gebracht. Zudem hatten Biber die noch mit drei Steinlagen erhaltene Nordwestecke freigelegt. Insgesamt war es dem Archäologen 2008 möglich, die Nordseite des Kastells auf einer Länge von 112 Metern zu untersuchen.
An der Prätorialfront konnte 1896 sowohl der linke als auch der rechte Eckturm nachgewiesen werden. Diese Türme waren in den jeweils rund ausgeformten Ecken (Spielkartenform) der Befestigung an die Umfassungsmauer angebaut worden. Neben dem Nordtor war es Kohl möglich, auch den mit ebenfalls zwei flankierenden Tortürmen ausgestattete Einlass im Süden der Garnison aufzudecken.

#### Innenbebauung
Die bisher unbekannte Innenbebauung war in dieser Zeit wohl in reiner Holz-Erde-Bauweise ausgeführt. Der Archäologe Dietwulf Baatz (1928–2021) vermutete, dass die namentlich unbekannte Truppe des wohl noch vor der Mitte des 2. Jahrhunderts verlassenen Numeruskastells Unterschwaningen hierher verlegt worden ist. Falls Dambach den üblichen römischen Vorgaben folgt, lag die Prätorialfront, die dem Feind zugewandte Seite eines Kastells, im Norden, zum Limes hin.

### Phase II

#### Umwehrung
Dambach ist zu einem späteren Zeitpunkt erheblich vergrößert worden. Die Römer rissen bei dieser Erweiterung des Lagers die westliche und östliche Wehrmauer samt Ecktürmen ab und verlängerte die Nord- und Südmauern um jeweils fünf Meter. An der neuerbauten abschließenden West- und Ostfront wurde je ein einspuriges, von zwei Türmen flankiertes Tor errichtet, dessen Aufbau den beiden älteren Süd- und Norddurchfahrten glich. Die ebenfalls abgerundeten Ecken erhielten Türme und zwischen dem Nordtor und dem nordwestlichen Eckturm konnte ein Zwischenturm nachgewiesen werden. Analog ist auf der gegenüberliegenden Seite ein weiterer Zwischenturm anzunehmen. Das Kastell besaß nun eine sehr eigentümliche, ungewöhnlich länglich-schmale Form und fasste ein Areal von 187 × 115 Meter (= 2,2 Hektar).
Die Ausgräber der RLK stellten fest, dass die Türme des einspurigen Osttors, wie auch ein Abschnitt der nördlichen, 1892 untersuchten Limesmauer, auf Pfählen gegründet worden ist, was wiederum einen Hinweis auf den bereits in der Antike sehr feuchten Talgrund gab. Auffallend war auch die außergewöhnliche Größe dieser Türme, da sie sich mit einer Tiefe von 6,8 Metern deutlich vom Umfang aller anderen Türme des Lagers abhoben.
Kohl erkannte im Süden der Anlage einen Doppelgraben, während er vor der Prätorialfront im abgelassenen Kreutweiher 1896 einen dreifachen Spitzgraben feststellte. Erst während des ersten Jahrzehnts des 21. Jahrhunderts wurde den Kastellgräben mit Hilfe der Geophysik erneut Aufmerksamkeit geschenkt. Dabei konnte über die südwestliche und südöstliche Kastellecke hinweg ein dreifacher Graben festgestellt werden. Vor dem dort mittig in der südlichen Längsseite der Wehrmauer installierten Tor setzten nur die beiden äußeren Gräben aus, der innere wurde höchstwahrscheinlich von einer Holzbrücke überspannt. Auch vor dem Tor an der westlichen Schmalseite wurden die Spuren der drei Gräben gesichert. Hier waren offen drei Brücken notwendig um das durchgehende Grabenwerk zu überwinden. In Zusammenhang mit dem östlichen, ebenfalls dreifachen Graben, spielte auch der antike Bachlauf des Moosgrabens eine Rolle, der ebenfalls durch den Ostvicus geflossen ist und somit die damalige Topographie mitgeprägt hat. Die geophysikalische Prospektion verdeutlichte diese hydrologischen Fakten. So stand die östliche Schmalseite des Kastells bereits in der Antike zeitweilig unter dem Grundwasserspiegel.

#### Innenbebauung
Die Innenstrukturen des vergrößerten Lagers waren lange Zeit völlig unbekannt, so dass auch über die Prätorialfront keine Aussage gemacht werden kann. Mithilfe der Geophysik konnten erstmals Baustrukturen in der Südwestecke – zwischen dem West- und dem Südtor – festgestellt werden, wobei unklar blieb, welche Funktion dieser Befund zeigt.
Alten Untersuchungen zufolge soll es im Kastellinneren Hinweise auf eine Brandkatastrophe gegeben haben, was Aussagen über das Ende der Anlage machen könnte. Dieser Befund wurde durch die geophysikalische Prospektion bestätigt.

### SogenanntesPraetorium
Kohl konnte im Inneren lediglich einen rund 30 × 35 Meter großen Steinbau von recht komplexer Gestalt erfassen, der laut Ausgräber unter anderem Hypokausträume und Heizraum (Praefurnium) aufwies. Ob seiner Lage am südlichen Lagertor und der Größe wurde dieser Bau als Wohnhaus des Kommandanten (Praetorium) dem jüngeren Kohortenkastell zugeordnet und auch noch von Thomas Fischer 1983 so verstanden. Erst in seinem Limesbuch von 2008 sprach sich Fischer für die Möglichkeit aus, dass dieses Bauwerk auch als mittelalterlich angesehen werden könnte. Czysz mutmaßte ebenfalls 2008, den Befund aufgrund eines dazugehörigen beigabenlosen Reihengräberfeldes am westlichen Rand des Baukomplexes als ein wahrscheinlich wüst gewordenes hochmittelalterlichem Kloster anzusprechen. In diesem Zusammenhang sollen auch die Reste eines hochwertigen mittelalterlichen Pferdegeschirrs stehen, die als Lesefunde aus dem nahen Moosweiher kamen.

### Funde und Befunde zum Kastell

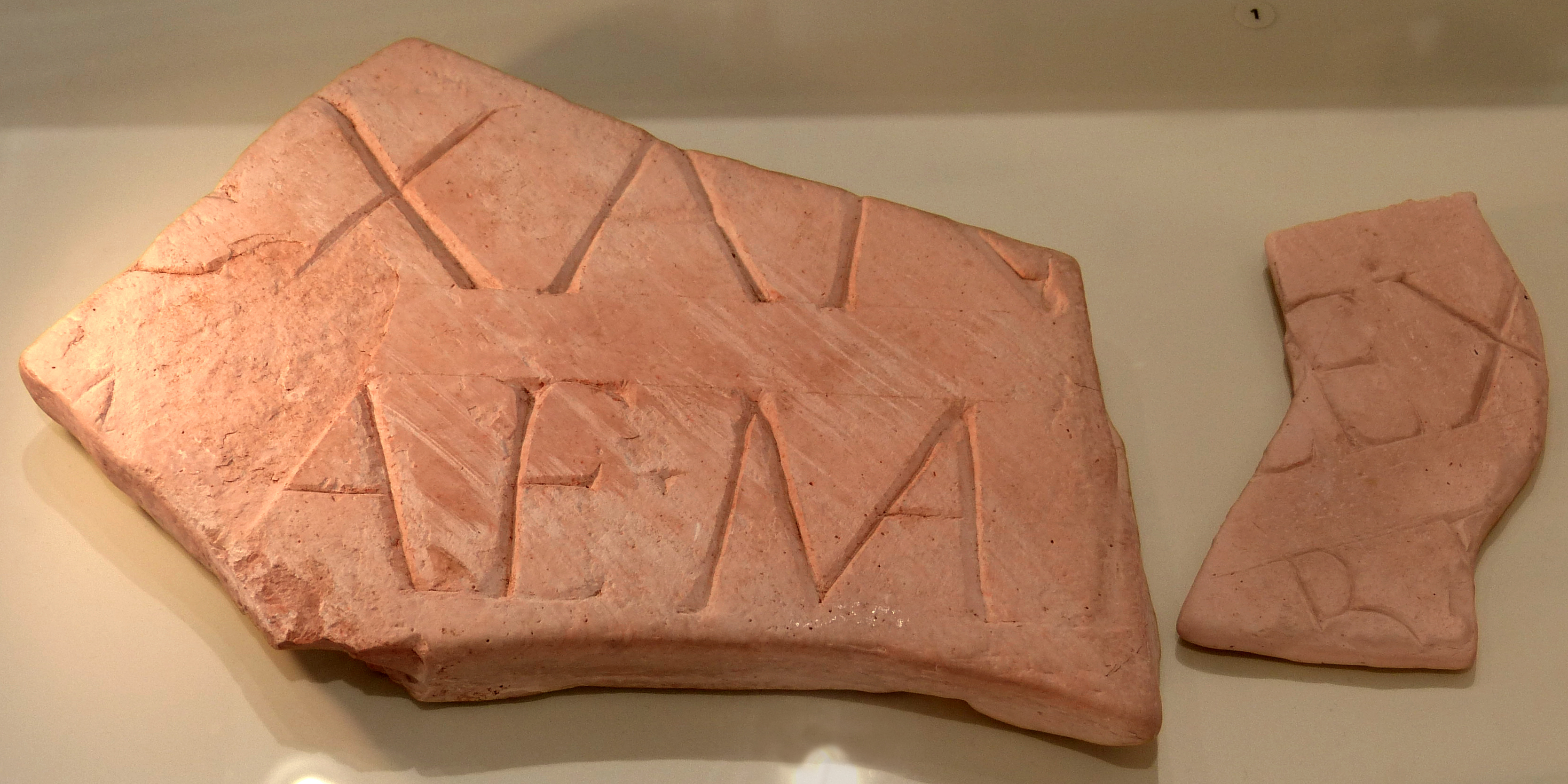
Die Fragmente der vielleicht am Südtor angebrachten Inschrift mit dem Namen des Kaisers Severus Alexander und der Julia Mamaea

Bei Grabungen wurde ein Inschriftenbruchstück geborgen, das in die Herrschaftsjahre des Kaisers Commodus (180 bis 192 n. Chr.) gehört und vielleicht Teil einer Bauinschrift gewesen ist. Dabei könnte es sich um einen Neu- oder Wiederaufbau bzw. um eine grundlegende Renovierung am Kastell gehandelt haben.
Ein weiteres Inschriftenfragment aus Solnhofener Plattenkalk fand ein ehrenamtlicher Mitarbeiter des Landesdenkmalamtes Anfang 1988 rund 50 Meter südöstlich vom Südtor des Kastells entfernt. Dem Althistoriker Karlheinz Dietz gelang es trotz der bruchstückhaften Überlieferung, diese sorgfältig gearbeitete Inschrift der Regierungszeit des Kaisers Severus Alexander (222–235) und seines Vormunds, der Kaisermutter Julia Mamaea, zuzuordnen. Die Inschriftenplatte wurde an ihrer Schauseite durch Feuereinwirkung gerötet. Dies verdeutlicht, dass die Platte zum Zeitpunkt des Feuers noch an dem Objekt befestigt gewesen sein muss, das brannte. Ein weiteres Fragment zu dieser Inschrift kam später hinzu. Ob es sich hier um eine Bau- oder Ehreninschrift handelt, muss offen bleiben.
Dendrochronologisch datierbare Gründungshölzer aus dem Vicus konnten sowohl dieser Zeit, als auch dem beginnenden 3. Jahrhundert zugeordnet werden. Ein großes Bronzegeschirrdepot, das 1852 im Kastell gefunden wurde, sowie zwei kleine Münzhorte deuten auf die Germaneneinfälle des 3. Jahrhunderts hin, bei denen das Kastell letztendlich zerstört worden ist. Einer der Schätze könnte beweisen, dass es schon vor Caracallas Feldzug gegen die Alamannen im Jahre 213 n. Chr. zu Verwüstungen kam. Den letztendlichen Untergang hatte Baatz in der Vergangenheit „spätestens um 260 n. Chr.“ veranschlagt. Neuere entdeckte Münzen, die als Lesefunde in großer Zahl ans Licht kamen, bestätigen diese These und lassen Garnison sowie Vicus wohl in den 50er Jahren des 3. Jahrhunderts enden. Dass dieses Erlöschen römischen Lebens an diesem Ort gewaltsam gewesen sein muss, zeigen Brandschichten und verbrannte Münzen.

## Vicus

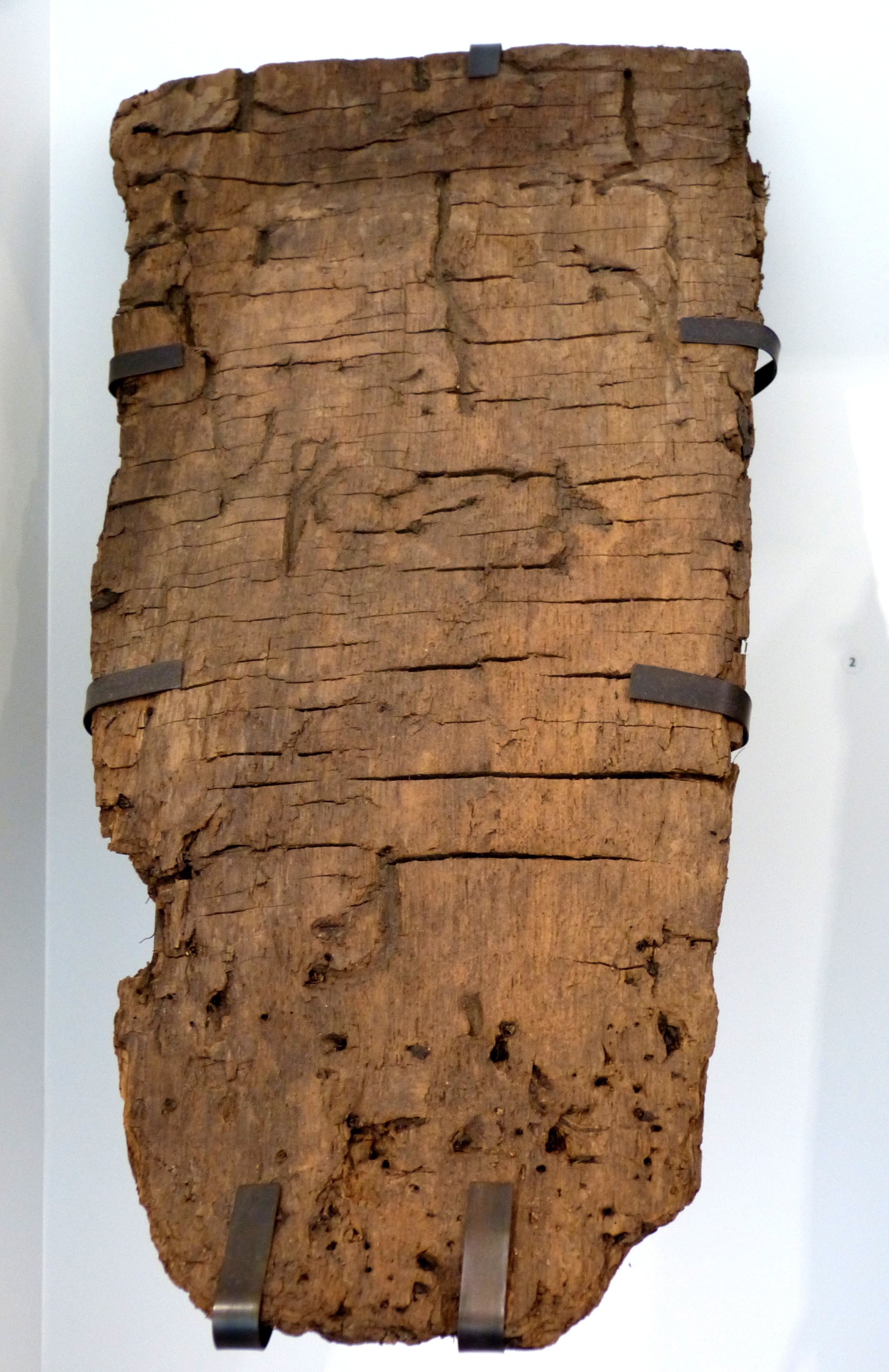
Tannenholzschindel (1. Jhdt. n. Chr.) aus dem Vicus von Dambach, Limeseum, Römerpark Ruffenhofen

Die gesamten Strukturen der offenbar sehr späten zivilen Ansiedlung werden sich durch den Bau von Teichen sowie den großen Kreutweiher nördlich des Kastells nie vollständig analysieren lassen. Dennoch machen es Zufallsfunde und Notgrabungen des Bayerischen Landesamtes für Denkmalpflege möglich, von einem ausgedehnten Vicus auszugehen, der das Lager fast oder vollständig umschloss und zumindest teilweise direkt an die Grenzanlagen reichte (sogenannter Vicuskern I). Daneben ist noch ein zweiter Vicuskern bekannt geworden. Er befand sich an einem weiten, nach Süden führenden Bogen der aus dem östlichen Lagertor kommenden Straße, die zum Kastellplatz Unterschwaningen führte. Es bleibt festzuhalten, dass das Lagerdorf nicht in einem Zug errichtet worden ist, sondern sich stetig entwickelte.

### Befunde in den Weihern
Die Paläobotanik konnte eine komplizierte Entwicklung des Moosgrabentales im Bereich östlich des Kastells feststellen. Schon sehr früh, in prähistorischer Zeit, wurde hier Viehhaltung betrieben. Über diesem Horizont sind Abfallschichten beobachtet worden. Später hat die Natur das Gelände zurückerobert. Mehrere Muddeschichten zeigen verlandete Gewässer mit Großseggen-Riede und Röhricht, wie sie unter anderem in Verlandungsgesellschaften oder auf Feucht- und Nasswiesen vorkommen. Immer wieder breiteten sich über den Talboden auch Torfmoore aus. Vor Ankunft der Römer befand sich am östlichen Talrand zwischen Kastell und Amphitheater ein im Moor gelegener Erlenbruchwald. Zwischen diesem Wald und dem Kastell floss der Moosgraben. Um auf dem schwierigen Untergrund Gebäude gründen zu können, waren die Römern um 200 n. Chr. zu aufwändigen Vorarbeiten gezwungen. Der Moorwald wurde planmäßig gerodet, parallel zum Moosgraben ein Moorweg angelegt. Anschließend wurden lange Pfostenfluchten als Faschinen parallel zum Osthang des Tales in den Boden getrieben, die das Areal in Streifen von knapp zehn Metern Abstand teilten. Diese Pfosten wurden anschließend mit Flechtwerk umwundenen. Daraufhin verfüllten die Römer die Faschinenstreifen mit den bei der Rodung angefallenen Holzabfällen und Ästen fast meterstark, um einen festen, trockenen Untergrund für die Siedlung zu schaffen. Wie die zwischen den Hölzern aufgefundenen Lagen an Siedlungsabfällen zeigen, muss bereits an einer anderen Stelle der Vicus in Benutzung gewesen sein. Die Abfälle bestanden aus Keramik, zahlreichen Gläsern, Metallobjekten und Guss- sowie Schmelzresten. Der vorbereitete Untergrund wurde abschließend mit einer halbmeterstarken Planie aus grauem Verwitterungssand des anstehenden Burgsandsteins überzogen. Von der darauf errichteten hölzernen Bebauung haben sich im Moosweiher durch den Aushub des Sees und seiner jährlichen Entschlammung fast keine Reste mehr erhalten.

#### Winterweiher
Rund 50 Meter östlich der Garnison sind nach dem Zweiten Weltkrieg drei Weiher für die Karpfenzucht angelegt worden. Als erstes entstand 1958 der Winterweiher, die kleinste dieser Zuchtanlagen. Hier fand erstmals 1959 eine Notgrabung unter der Leitung von Christian Peschek statt. Da die Weiher jährlich abgelassen und immer wieder ausgebaggert werden, sind im Laufe der Jahrzehnte viele damals angetroffene hölzerne Befunde herausgerissen und zerstört worden. 2002 wurde der Winterweiher durch Guntram Schönfeld, Referent des Fachbereichs für Feuchtbodenarchäologie beim Bayerischen Landesamt für Denkmalpflege, nachuntersucht, wobei neben schwersten Schäden am bisher bekannten Fundgut auch eine Vergrößerung des Teiches um zwei und mehr Meter festgestellt werden konnte. In den darauf folgenden Jahren fand eine besonders intensive Ausräumung des Karpfenbeckens statt, denn 2006 hatte der Bagger die archäologischen Schichten bis in eine Tiefe von fast 1,5 Metern vollständig beseitigt.
Streifenhäuser
Der Winterweiher barg drei in Holzbauweise errichtete Streifenhäuser, die mit ihrer straßenseitigen Kopfseite nach Südosten ausgerichtet waren. Eine aus dem Kastelltor kommende Straße ist möglicherweise direkt nach dem Kastellgraben in nordöstliche Richtung abgebogen und an diesen Häusern vorbeigegangen. Die Straße wäre dann in ihrem weiteren Verlauf am Amphitheater vorbeigekommen und kurz danach auf den Limes gestoßen. Es konnte festgestellt werden, dass die beiden westlichen Häuser (Haus 1 und 2) eine gemeinsame Längswand in Schwellbalkentechnik besaßen und von dem breiteren Haus 3 durch einen Korridor getrennt waren. Das liegende Balkenwerk war an den Enden überkämmt, die Ständer gezapft. Den Ausgräbern fiel auf, dass in dem östlichen Haus 3 zu einem späteren Zeitpunkt eine steingesetzte Innenwand eingezogen worden war. Außerdem hatte man einige Ecken durch gesondert eingerammte Pfähle verstärkt oder gesichert. 1959 wurden in den Überresten der Häuser noch Lederschuhe und Sohlen sowie andere organische Materialien aufgefunden. Eine vor Haus 1 parallel liegende massive Holzeinlage könnte zu einer Sicherungsmaßnahme gegen den morastigen Untergrund gehört haben oder den Rest einer Portikus darstellen, wobei jedoch bis heute nicht eindeutig geklärt ist, ob in dem Weiher überhaupt die südliche Giebelfront des Hauses erfasst wurde.

#### Hammerweiher
1960 wurde mit dem Hammerweiher das zweitgrößte Gewässer für Karpfen angelegt. Die dort enthaltenden Funde sind niemals untersucht worden. Nur ein zufällig erhaltenes Luftbild zeigt fleckige Verfärbungen und westlich unsichere lineare Baustrukturen. Bei der vom Landesdenkmalamt beobachteten Ablassung des Teiches 2007 wurde derselbe Zustand wie im Winterweiher angetroffen: Die Karpfenzucht hatte alle archäologischen Spuren entfernt.

#### Moosweiher
Vermutlich im Winter 1975 wurde der Moosweiher angelegt. Er ist der dritte und größte Fischteich und wurde im Februar 1975 durch den Grabungstechniker Wilfried Auer knapp aufgemessen. Erst im Dezember 1986, als der kleine See nach Südosten erweitert wurde, fand eine weitere Notmaßnahme durch Ferdinand Leja statt, der den erneuten Bodeneingriff wissenschaftlich begleitete. Bei einer umfassenden Dammreparatur 2006 wurde der Karpfenteich vollständig abgelassen. Die immer noch erhaltenen hölzernen Originalbefunde wurden an erreichbaren Stellen unter der Leitung von Czysz tachymetrisch eingemessen. Daneben wurden Senkrechtaufnahmen mithilfe eines ferngesteuerten Motorseglers angefertigt und durch ein privates, spezialisiertes Ingenieurbüro laservermessen. 2008 wurde eine auf Moor- und Seeufergrabungen spezialisierte Privatfirma mit der planmäßigen Untersuchung des Weihers beauftragt, da unter anderem der Befund von 140 Pfahlköpfen für die Archäologen kein klares Bild ergab. In diesem Zuge fanden 34 Erdbohrungen bis in eine Tiefe von 2,50 Metern statt, die in Reutlingen ausgewertet worden sind. Die bei fünf Grabungsschnitten am nordöstlichen Seeufer geborgenen Proben wurden der paläobotanischen Untersuchung zur Verfügung gestellt.
Wassermühle
Aufgrund der Auffindesituation einer 1985 geborgenen eisernen römischen Mühlenhaue konnte sich Czysz 2008 vorstellen, dass es etwas nördlicher der Südostecke des Teiches eine schnell laufende Wassermühle gegeben haben könnte, die an einem Kanal oder dem Moosgraben selbst gestanden haben könnte. Die Haue hat ein Gewicht von 4,7 Kilogramm, eine Gesamtlänge von 80,6 Zentimetern und eine Breite des Mitnehmers von 27,5 Zentimetern. Aufgrund der noch laufenden Untersuchungen und fehlenden aktuellen Beschreibungen zu dem vielleicht dazugehörigen Holzbefund ist eine weiterführende Beschreibung zurzeit nicht möglich.
Quellheiligtum
An der östlichen Talflanke, in der Südostecke des Moosweihers, wurde wenige Meter südlich des bisher bekannten Forschungsareals 2008 eine bereits in der Antike gefasste Quelle angeschnitten. Besonders an der Südseite der nach 182 bzw. 192 errichteten Holzeinfassung stießen die Archäologen auf eine 30 Zentimeter starke Schicht aufeinandergestapelter hölzerner Votivgaben. Unter anderem wurden bis zu 73 Zentimeter lange Holzarme und Holzbeine entdeckt. Da sich nur relativ selten ein solch gut konservierter Holzbefund ergibt, sind Heilungsvotive dieser Art aus der Antike weitgehend nur in Keramik und Stein erhalten geblieben. Die Gaben wurden im Volksglauben meist einer Wassergottheit, in der Regel einer Quellnymphe, dargebracht. Einige aus Tannen- und Kiefernbrettern hergestellte Gaben sind als hausförmig, mit angesetzten Armleisten beschrieben worden. Sie werden als Brustkörbe gedeutet. Andere Votive sind bisher noch nicht zweifelsfrei gedeutet worden. Die Ausgräber überlegten, ob die Votivgabenstapel an der Quelle entstanden, weil sie überhandnahmen oder bei der Schließung des kleinen Heiligtums in diese Anordnung gebracht wurden. Czysz geht davon aus, dass das Dambacher Quellheiligtum eine relativ kurze Erscheinung in der Limesspätzeit gewesen ist.
Weiteres Fundgut
Das aus dem Moosweiher geborgene Fundgut zeigt, dass sich im Bereich vor dem Osttor des Kastells ein Handwerkerviertel befunden haben muss. Es wurden Guss- und Schlackebrocken sowie Halbfertigfabrikate und zahlreiche Kleinfunde geborgen. Czysz geht von Gold-, Silber- und Bronzeschmieden aus. Etwas westlicher des Moosweihers wurde das Abfalldepot einer Schusterei mit fast 40 abgetragenen Schuhen geborgen. Darunter waren auch einst genagelte Exemplare. Die Nägel waren jedoch entfernt worden, um sie entweder wiederzuverwenden oder wegen des Materialwertes aufarbeiten zu lassen.
Neben teilweise ausgezeichnet erhaltenen Hölzern von Gebäuden des zivilen Lagerdorfes konnten weitere organische Materialien wie Leder aus dem feuchten, konservierenden Boden geborgen werden. Ein im Schlamm eines trockengelegten Fischweihers aufgefundener, zugespitzter Gründungspfahl lässt sich dendrochronologisch auf das Jahr 182 n. Chr. datieren.

#### Dendrochronologische Zeitstellungen aus dem östlichen VicuskernI
Die Tabelle folgt den Angaben von Wolfgang Czysz.
| Fundjahr            | Datierung                        | Baumart     | Bemerkung                                 |
| ------------------- | -------------------------------- | ----------- | ----------------------------------------- |
| 1975                | nach 154 n. Chr.                 | -           | -                                         |
| 1986                | nicht vor 192, nach 197 n. Chr.  | -           | -                                         |
| 2002                | um 200 n. Chr.                   | -           | -                                         |
| 2006                | nach 196, vermutlich 221 n. Chr. | -           | -                                         |
| 2009 veröffentlicht | zwischen 180 und 200 n. Chr.     | Esskastanie | 28-jährig; mit Rinde schlagfrisch verbaut |
| 2009 veröffentlicht | nach 182 bzw. 192 n. Chr.        | -           | Fassung des Quellheiligtums               |

### Befunde westlich und südlich des Kastells
Das Lagerdorf vor der unmittelbaren Südostecke des Kastells wurde bereits 2009 geophysikalisch untersucht. Dabei zeigte sich, dass der normalerweise vor Kastellgräben beobachtete, unbebaute Streifen zwischen Garnison und Zivilsiedlung in Dambach zumindest in diesem Bereich nicht existierte. Die zivile Bebauung reicht hier vielmehr fast unmittelbar an das äußere Grabenwerk heran. Bei diesem ungewöhnlichen Befund kann es sich um Strukturen handeln, die nicht zeitgleich bestanden haben. Näheres könnte eine Ausgrabung klären.
Bei den geomagnetischen Untersuchungen im Frühjahr 2013 wurden fast 17 Hektar prospektiert. Es zeigte sich, dass der Vicus aus eine Kernbebauung mit steinfundamentierten Gebäuden bestand. Diese standen entlang des südlichen Kastellgrabens sowie an der Ostseite der durch die Porta decumana nach Süden ausfallenden Hauptstraße. Die weitere umgebende Bebauung bestand aus den für die Garnisonsplätze der nördlichen Provinzen typischen, rund 20 Meter langen hölzernen Streifenhäusern, deren Stirnseite zu einer jeweils angrenzenden Straße orientiert war. Die geomagnetische Prospektion zeigte dabei auch die zu diesen Bauten gehörenden üblichen größeren und kleineren Gruben, die als Abfallgruben und Brunnen deutbar sind. Anhand der Ausrichtung der Streifenhäuser lassen sich neben der sicher ermittelbaren Hauptstraße zur Porta decumana auch weitere Straßen des Dorfes rekonstruieren. Es lässt sich feststellen, dass im Vicuskern I – ohne den Bereich der Weiher im Osten – mindestens 2,6 Hektar durch Streifenhäuser und 1,4 Hektar durch steinfundamentierten Bauten bestanden waren. Eine klare Darstellung, ob die vorgefundenen Steinfundamente zu regelrechten Steinbauten gehörten oder steingegründete Holzbauten andeuten, lassen die geomagnetischen Untersuchungen nicht zu. Die auffälligsten steinernen Mauerzüge an der südlichen Hauptstraße stammen von einem Bauwerk, das eine 65 Meter lange Straßenfront und eine Tiefe von 21 Metern besitzt. Hinter diesem Bau befindet sich ein rund 70 × 80 Meter großes Areal, das durch eine offensichtlich gründliche Planierung für die Geomagnetik nur noch eine Vielzahl von Anomalien offenbart. Ein weiterer Steinbau liegt fünf Meter vor der südöstlichen äußeren Grabenecke des Kastells und gehört möglicherweise einer älteren Zeitstellung als diese an. Dieses Gebäude ist fast 90 Meter lang.

## Amphitheater
235 Meter östlich des Kastells liegt das von der ORL publizierte, Oval „Wolfsgrube“, ein heute im dichten Unterholz verborgenes, kleines Amphitheater. Die Innenmaße des leicht ellipsoiden Runds betragen knapp 32 × 28 Meter (= rund 700 Quadratmeter). Die gesamte Ausdehnung wurde mit rund 49,5 × 48,5 Metern vermessen. An der Deutung dieses Bodendenkmals gibt es wenige Zweifel. Die leichten Bodenerhebungen ließen bei der Grabung im 19. Jahrhundert drei Eingänge sichtbar werden, je einer im Westen, Osten und Süden. Sehr ähnliche Anlagen sind vom Kastell Zugmantel und aus Wales (Kastell Tomen y Mur) bekannt geworden. Es wird vermutet, dass gladiatores militares aus den Legionslagern an den Limes geschickt wurden. Nach Meinung des Vor- und Frühgeschichtlers Joachim Wahl wurden hier in reduzierter Form „Tierhetzen und Gladiatorenkämpfe“ für ein „relativ anspruchsloses Publikum“ veranstaltet. Denkbar wären auch Tierschauen und Ähnliches. Anlass für solche Veranstaltungen könnten besondere Ereignisse und Feiertagen gewesen sein.

Befundsituation
Das Amphitheater nach den Grabungsbefunden von Kohl
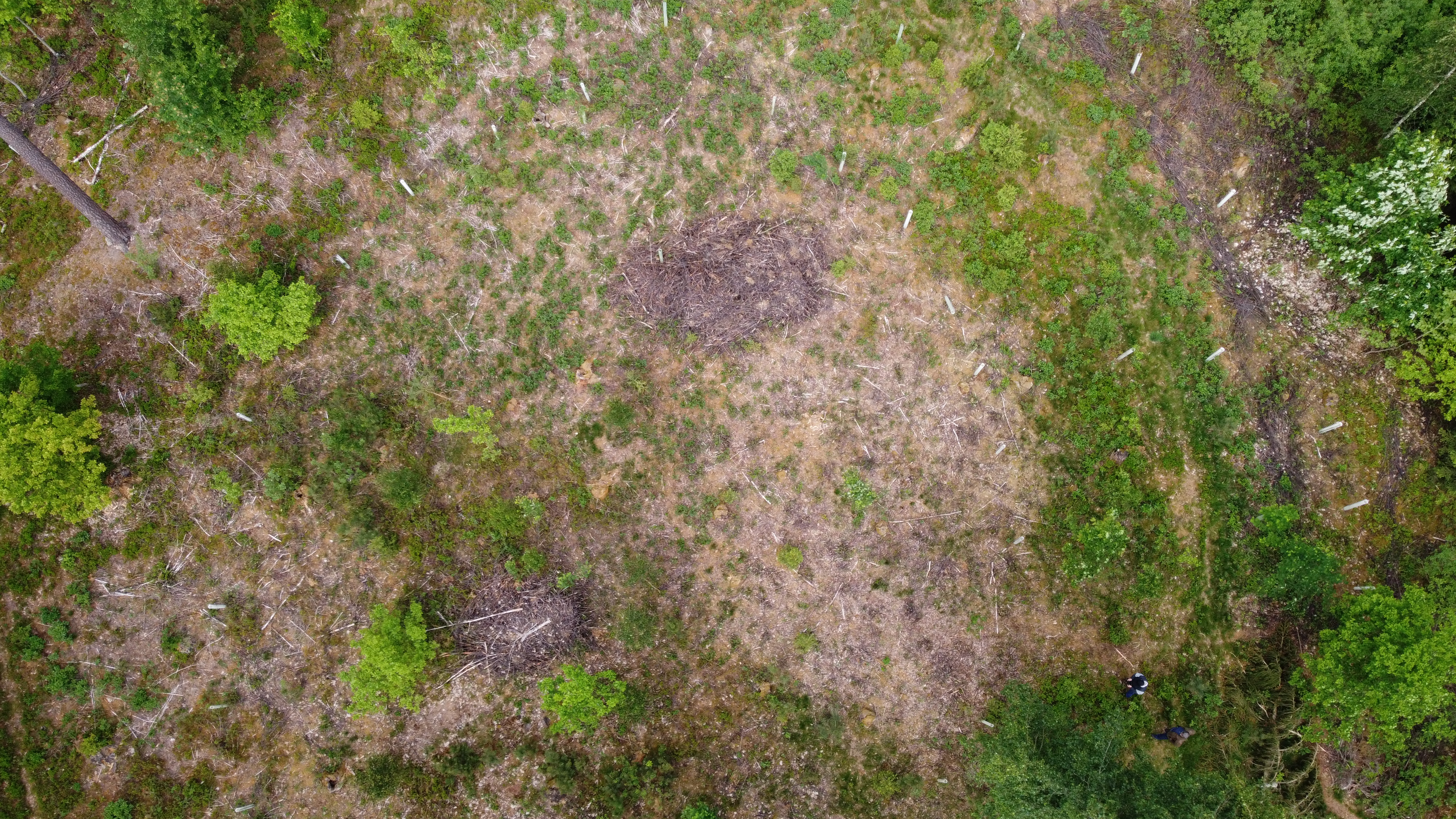
Luftbild des Amphitheaters (2020)

## Brandgräberfelder
Durch Notbergungen konnte zudem westlich ein Brandgräberfeld aufgedeckt werden. Zwei weitere, hintereinander folgende Friedhöfe sind rund 300 Meter südlich bekannt. Bemerkenswert war in der Vergangenheit die Aufdeckung eines aufwändiger gestalteten Grabbaus der in die erste Hälfte des 3. Jahrhunderts datiert. Die 2,1 × 2,9 Meter umfassenden Totenmemoria besaß eine halbrunde Apsis. Ein ähnlicher, im 2. Jahrhundert errichteter Bau wurde an der Gräberstraße des römischen Straßenknotenpunkts Sontheim an der Brenz aufgedeckt. Dort hatte sich im Zentrum der Anlage ein reiches Frauengrab erhalten. Und auch aus Faimingen ist unter anderem solch ein Befund bekannt geworden.
Während der geomagnetischen Untersuchungen 2013 wurde auch das südlich des Vicus gelegenen Gräberfeld begangen. Offensichtlich aufgrund von Beeinträchtigungen durch die Flurbereinigung war diese Untersuchung jedoch negativ. Die Ursache lag wohl an den Sandschichten, mit der die Gräber während der Bereinigung überdeckt wurden. Diese Sandschichten verhindern als geologische Störkörper, dass sich Befunde im Magnetogramm wiedergeben lassen.

## Weiteres Fundgut

### Militaria
Zu den bedeutendsten militärischen Lesefunden aus dem Vicusbereich zählen zwei Auszeichnungen (dona militaria), eine Bronze-Phalera sowie das 21 cm durchmessende Fragment eines Torques. Der Reif aus Dambach wurde mehrfach in der Fachliteratur beschrieben. Die ursprünglich keltischen Halsringe fanden Eingang in die römische Armee und wurden als Auszeichnungen vergeben. Das fragmentierte Exemplar aus verzinnter Bronze wird zeitlich auf das Ende des zweiten Jahrhunderts oder in die erste Hälfte des dritten Jahrhunderts datiert. Es besitzt noch ein erhaltenes Löwenkopfende. Am Maul des Löwen befindet sich eine Öse. Dort war als Verschluss ein Draht eingehängt. Das Stück weist hinter dem Nacken des Kopfes Profilierungen auf und wurde offenbar zusammen mit anderen Fundstücken, darunter einem Denar das Kaisers Alexander Severus (233–235), entdeckt.
1983 wurden mehrere Fragmente eines teils problematisch zu lesenden Militärdiploms vom 27. September 112 im Kastellbereich geborgen, das offenbar einem Veteranen gehörte, der in der römischen Provinz Moesia inferior (Niedermösien) gedient hatte. Darauf weist die Konstitution der Truppen hin. Leider sind von dem ehemaligen Besitzer der Urkunde weder dessen Name oder Herkunft, noch der Name seiner Einheit erhalten geblieben.
[Imp(erator) Caesar divi Ne]rvae f(ilius) Nerva [Traianus Aug(ustus)]

[Ger(manicus) Dac(icus) pont(ifex) ma]xim(us) tribun[ic(ia) potest(ate) XVI]

imp(erator) VI co(n)s(ul) VI p(ater) p(atriae) [---]

[equit(ibus) et pedit(ibus) qui] militav[erunt in alis ---]

[et coh(ortibus) decem et] duab(us) quae a[ppellant(ur) ---]

[et I Cil]ic(um) sagitt(ariorum) et I[---]

[et I Braca]raug(ustanorum) et II M[attiacorum] et [---]

[---] III Br[& // $ quorum nomina subscripta]

sunt ipsis liberis po[sterisque eorum civita]

tem dedit et conub[ium cum uxoribus quas]

tunc habuissent cu[m est civitas iis data aut]

siqui caelibes essen[t cum iis quas postea du]

xissent dumtaxat si[nguli singulas]

a(nte) d(iem) V K(alendas) Oct(obres) T(ito) Iulio [Maximo]

P(ublio) Stertinio Quart[o co(n)s(ulibus)]

co[hortis] IX Batavo[rum cui praeest &

### Hort
Wichtig ist auch der 1852 im Kastell entdeckte Hortfund mit sieben Bronzegefäßen. Dazu zählen eine Kanne mit Henkel und gegossenem Rand, zwei Becher, zwei Krüge (Typ Dambach), eine Deckelschale mit Siebausguss sowie eine Pfanne mit getrepptem Deckel. Eggers ordnete den Hort in seinem System der Stufe C 2 zu, was bedeutet, dass er erst in der Endphase des Kastells in die Erde gelangte. Die Krüge vom Typ Dambach werden als übliche Ausstattung von Weinhändlern und Wirten angesehen und daher im privaten Bereich angesiedelt.

### Fibeln
Eine im Vicus gefundene germanische Armbrustfibel wird zu einer Frauentracht gehörend gedeutet und in die erste Hälfte des 3. Jahrhunderts datiert; noch vor der Zerstörung des Kastells. Die noch nicht abgeschlossene Bewertung von germanischen und germanisch beeinflussten zivilen und militärischen Funden in den Limeskastellbereichen vor dem letzten Alamannensturm 259/260 lässt eine Vielzahl von Deutungen zu. Sie können Gastgeschenke, Handelsgüter oder Kriegsbeute gewesen sein. Ebenso ist es möglich, dass diese Fundgüter frühe Hinweise zu germanischen Siedlern/Händlern in den Vicusbereichen geben oder germanischen Söldnern in römischen Diensten gehört haben. Eine weitere, elbgermanische Fibel aus dem Vicus gehört zu den seltenen Tierscheibenfibeln (Typ 30), welche eine Silberblechauflage besaßen. Sie wurde durch die Archäologische Staatssammlung in München angekauft. Das Dambacher Exemplar zeigt ein sich umblickendes Tier mit Halsring ohne hervortretende Geschlechtsmerkmale – möglicherweise eine Hirschkuh. Vom Limes sind ähnliche Stücke aus den Kastellen Saalburg und Zugmantel im Hochtaunus bekannt. Die größten Konzentrationen von Fibeln dieses Typs kommen in der Altmark, dem Wendland, im Gebiet von Mittelelbe und Saale, sowie in Böhmen vor. Datiert werden Fibeln dieses Typs in das von Eggers eingeführte Schema Eggers C1a (170 bis 220 n. Chr.). Möglicherweise gelangte das Dambacher Stück mit der Zuwanderung einer germanischen Bevölkerung, deren Männer in der Spätphase des rätischen Limes dort die Besatzungen verstärkten, in den Vicus. Daneben ist auch eine Fibel vom Typ Almgren 86 publiziert worden. Diese Fibel wird in Zusammenhang mit der kulturellen Eigenständigkeit der Provinz Raetia, zu der Dambach gehörte, als lokale Ausformung der sogenannten pannonischen Trompetenfibeln angesehen.

### Münzen
Der Gelehrte Johann Joachim Winckelmann (1717–1768) ging noch davon aus, dass Dambach „besonders viele“ frühe Münzen geliefert hätte. Dies hat jedoch schon das Limeswerk widerlegt. Neben einem alten, nicht kartierten und unvollständigen Hort ist 1985 ein weiterer kleiner Münzschatz aus dem südlichen Vicusbereich publiziert worden, der aus 25 Denaren bestand und als Schlussmünze eine Prägung aus dem Jahre 211 erbrachte. 1999 wurden die trajanischen Prägungen mehr als doppelt so zahlreich als die hadrianischen beschrieben. Insgesamt konnten die Archäologen die Dambacher Münzreihe bis 2008 auf 394 Stücke erweitern. Die sich daraus ergebende Münzkurve erreicht während der Regierungszeit des Kaisers Septimius Severus (193–211) mit 112 Münzen ihren ersten Höhepunkt und endet ziemlich rasch mit vier Prägungen des Kaisers Philippus Arabs (244–249).

### Terra Sigillata
Von den drei im Kastell durch die RLK selbst gesicherten Töpferstempeln soll ein „Secundinus“ aus dem mittelgallischen Terra-Sigillata-Zentrum in Lezoux bei Clermont-Ferrand aus der Regierungszeit Kaiser Domitians (81–96) stammen. In einer Befundaufnahme von 1904 werden auch fünf kleine Gefäßscherben aus grauem Ton – möglicherweise verbrannte Sigillata – genannt, die mit feinen Relieffiguren verziert sind.

### Einzelfunde
Von den Dambacher Einzelfunden aus dem Vicus ist unter anderem eine Gemme aus rotem Karneol publiziert worden, die eine Musendarstellung zeigt. Sie wird, wie eine zweite Karneolgemme, in die Zeit zwischen dem späteren 2. bis in die erste Hälfte des 3. Jahrhunderts eingeordnet.
Ohlenschlager erwähnte 1890 zwei auf den Dambacher Feldern entdeckte bronzene Merkurstatuetten. Eine war bereits im 18. Jahrhundert von einem Feldbesitzer aufgefunden worden, eine zweite wurde von einem Bruder des damaligen Hammerschmieds in der ersten Hälfte des 19. Jahrhunderts ebenfalls bei der Feldarbeit geborgen und an den Röckinger Pfarrer verkauft. Die Beschreibung dieses Fundes wurde 1841 veröffentlicht. Einen gleichfalls auf den Feldern entdeckter Stein mit „heidnischer Inschrift“, setzte der damalige Oberamtmann zur weiteren Erhaltung in eine Mauer des Wassertrüdinger Schlosses. Dort war das Stück aber bereits nach kurzer Zeit nicht mehr auffindbar.

## Fundverbleib
Ein Großteil des geborgenen Fundmaterials befindet sich heute im Markgrafenmuseum Ansbach.

## Truppe

### Numerus
Die ursprünglich nach Dambach abkommandierte, namentlich unbekannte Grenzschutzhundertschaft war höchstwahrscheinlich ein 100 bis 200 Mann starker Numerus („Einheit“), der vermutlich dem Kastell Gnotzheim unterstand. Diese Einheiten gehörten zu den römischen Hilfstruppen, waren aber nicht so standardisiert wie die Auxilia, die in den Gründungstagen der Numeri bereits fester Bestandteil des römischen Heeres waren. Die Numeri entstanden am Ende des 1. Jahrhunderts, als die ersten Limesstrecken eingerichtet wurden. Der Bedarf an kleineren Einheiten zur Grenzüberwachung wuchs enorm, was auch finanzielle Folgen für das Reich hatte. So wurden junge Einheimische regional ausgehoben und mit geringerem Sold und weniger striktem Standard in neuerrichtete Standorte abkommandiert. Die Numeri wurden wie die Auxilia nach ihrer ursprünglichen ethnischen Herkunft benannt und haben offenbar bei der Entlassung nicht das römische Bürgerrecht erhalten.

### Kohorte
Für die Zeit nach den Markomannenkriegen (166 bis 180 n. Chr.) wird in Dambach eine neue Truppe vermutet. Ob dies tatsächlich die ursprünglich im Kastell Arnsburg kasernierte Cohors II Aquitanorum equitata war, die zwischen 107 und 116 in das spätestens 172 durch die Kriege zerstörte Regensburger Kastell Kumpfmühl kam, ist weiterhin unbekannt.

## Limesverlauf ab Kastell Dambach
Nördlich von Kastell Dambach verläuft der Limes von Wp 13/34 bis Kastell Gunzenhausen in nur leicht nordöstlicher Ausrichtung als geradlinige Strecke. Die Landschaft ist durch sanfte Höhen sowie größere und kleinere Waldabschnitte gekennzeichnet, die Limesstrecke liegt in Bereichen von rund 450 bis 480 Höhenmetern. Zwischen Wp 13/35 und Wp 13/37 lässt sich der Limes als schwacher Schuttwall beobachten, danach ist er bis Wp 13/39 kaum noch kenntlich. In der Folge nimmt ein Feldweg seinen Verlauf auf. Kaum sichtbare Spuren finden sich erst wieder zwischen Wp 31/41 und Wp 13/42. Mit dem Beginn eines Waldes werden seine Reste wieder deutlich. Er verflacht jedoch bis Wp 13/43 und mündet 100 Meter östlich dieses Wachturms in einen Waldweg. Erst kurze Zeit nach Wp 13/44 sind die Reste der rätischen Mauer bis Wp 13/46 klar erkennbar, setzen in der Folge aber erneut aus. Nach Wp 13/49 kann der Limes als leichter Schuttwall bis zum nahen Waldrand abgeschritten werden, dann verlieren sich seine Spuren. Er wird nun von Wegen markiert, die bis kurz vor die westlich an Gunzenhausen vorbeiziehende Bahnlinie reichen.
| ORL         | Name/Ort        | Beschreibung/Zustand |
| ----------- | --------------- | --- |
| Wp 13/34    |                 | Vermutete Turmstelle am Westrand des bereits in der Antike versumpften Moosgrabentals. |
| Kreutweiher |                 | In seiner Genauen Beschreibung der unter dem Namen der Teufelsmauer bekannten Römischen Landmarkung berichtet der Eichstätter Stadtpfarrer Franz Anton Mayer (1773–1854), dass er im Juni 1838 die Möglichkeit hatte, der Limesmauer durch den abgelassenen Kreutweiher zu folgen. Ohne nähere Angaben zu machen, stieß er dabei „absatzweise auf Reste ihrer Grundlage“. Ein erstes Mal gelang es Wilhelm Kohl im Jahr 1893, die römischen Baureste im Kreutweiher unter widrigen Umständen zu untersuchen. Damals wurde der im zehnjährigen Rhythmus nur wenige Tage abgelassene Teich gerade wieder befüllt und die Grabungsmannschaft musste mit stetig steigendem Wasser kämpfen. Doch konnten erstmals die 45 Meter vor der Prätorialfront gelegenen Reste des Limes untersucht werden. Sie lagen unter einer 0,40 Meter hohen Schlammschicht und bildeten einen Pfahlrost, der aus mächtigen, 0,07 bis 0,15 Meter voneinander entfernt liegenden Holzpfählen bestanden, die einen Durchmesser von 0,15 bis 0,20 Metern besaßen. Kohl ließ den in einer Tiefe von 0,30 Metern gelegenen Rost, der eine Breite von 1,30 bis 1,40 Metern besaß, auf einer Länge von drei Metern freilegen, wobei er auf einer Länge von 1,50 Metern auch dessen Oberfläche untersuchen konnte. Er rekonstruierte die rätischen Limes an dieser Stelle als ein steinernes Bauwerk, das beim Übergang durch das damals sumpfige Tal, auf diesem Pfahlrost ruhte. Eine photographische Dokumentation war ihm damals nicht möglich, da nur ein unablässiges Ausschöpfen des durch den Schlamm eindringenden Wassers die Untersuchungen ermöglichte. Kohl gelang es mit gutem Zureden, dass der Kreutweiher 1896 außerhalb der Reihe für seine Untersuchungen nochmals abgelassen wurde. Trotz eines nassen Sommers konnte er nun auf einer Länge von 92 Metern die hervorragend konservierten Reste der an dieser Stelle auf einem 1,40 bis 1,60 Meter breiten Pfahlrost gegründeten rätischen Mauer freilegen. Die beiden Anschlussstellen, an denen die steinerne Limesmauer an den Rost anstieß, ließ er photographieren. Die rund zweitausend, zumeist aus Eichen- und Kiefernholz, seltener aus Birken, Eschen und Erlen gewonnenen Pfähle besaßen einen Durchmesser zwischen 15 und 20 Zentimeter und waren unten zugespitzt. Ein Pfahl am Ende des Rosts hatte eine Länge von 2,25 Metern. Im Herbst 2008 fand unter der Leitung von Wolfgang Czysz und mit Unterstützung des Technischen Hilfswerks Dinkelsbühl etwas östlich der alten Grabungsstelle eine erneute kleinere Untersuchung statt. Zunächst sollte festgestellt werden, ob der von Kohl dokumentierte Pfahlrost überhaupt noch vorhanden war. Anschließend sollte eine moderne Einmessung erfolgen und zuletzt durch einen gezielten Eingriff dendrologisches Material gewonnen werden. Es wurde festgestellt, dass die 2008 bereits über hundert Jahre alten Messdaten von Kohl immer noch den modernen Ansprüchen Genüge leisteten. Der längste von Czysz geborgene Pfahl war 3,40 Meter lang. An einigen Pfählen konnten deutlich eingehauene Zahlzeichen festgestellt werden. Deren Zweck ist zwar unbekannt, sie könnten jedoch als Markierung durch Bautrupps oder von Holzlagern stammen. Der Ausbau des Limes war in seinen verschiedenen Phasen immer wieder eine organisatorische Großleistung der Antike und musste minutiös durchdacht sein. Die mit Hilfe von drei Eichenpfählen gewonnenen dendrochronologischen Daten aus der bayerischen Jahresringkurve ließen sich gleichlautend auf das Jahr 206 datieren. Da an allen drei Pfählen die mikroskopisch nachweisbare Spätholzbildung bereits abgeschlossen war, konnte eine genaue Zuordnung auf das Winterhalbjahr 206/207 n. Chr. festgemacht werden. Somit ließ sich an diesem Punkt erstmals feststellen, dass die Veranlassung zum steinernen Ausbau des rätischen Limes, während der Regierungszeit des Kaisers Septimius Severus (193–211), gegeben wurde. Die Gründung der rätischen Mauer auf einem speziellen Untergrund war im Moosgrabental notwendig, um ein Versacken des Bauwerks in den morastigen Untergrund zu verhindern. |
| Wp 13/35    |                 | Vermutete Turmstelle am Ostrand des Moosgrabentals. |
| Wp 13/36    |                 | Rund 800 Meter östlich des Kreutweihers ist der flache Schutthügel eines 4,5 × 4,4 Meter großen Steinturms auf der Kohlplatte erkennbar. Nach einer völligen Zerstörung ist dieser Turm unter Verwendung des alten Fundaments und der zu diesem Zeitpunkt bereits stehenden Limesmauer östlich der alten Stelle durch einen Neubau ersetzt worden. Die RLK fand im Inneren eine Feuerstelle. Östlich der Staatsstraße nach Bechhofen, zwischen Wp 13/36 und Wp 13/38 wurde der Limesverlauf durch Laubbaumreihen markiert. |
| Wp 13/37    |                 | Dieser Turms ist nicht mehr erkennbar und wurde bisher auch nicht untersucht. Er lag vermutlich am Ende des bis dahin gut erhaltenen Limesdamms, vielleicht 400 Meter östlich der modernen Straße. |
| Wp 13/38    |                 | Wp 13/38 ist als großer Schutthügel in einem Forst erkennbar. |
| Wp 13/39    |                 | Die hier verortete Turmstelle wird nur vermutet. |
| Wp 13/40    |                 | Die hier verortete Turmstelle wird nur vermutet. |
| Wp 13/41    | Kleinlellenfeld | Rund 350 Meter östlich der Ortsmitte ist diese Turmstelle nachgewiesen worden, war jedoch nicht sichtbar. Daher markierte an dieser Stelle lange Zeit lediglich ein beschrifteter Stein den Limesverlauf. Im Sommer 2007 wurde in Einklang mit den Richtlinien der UNESCO und in Zusammenarbeit mit dem Landesamt für Denkmalpflege sowie dem Römerpark Ruffenhofen über das erhaltene Originalfundament eine wieder abnehmbare Betonplatte gelegt. Auf dieser befindet sich seither eine Rekonstruktion der Grundmauern des Turmes mit einem Stück der daran anschließenden, geoelektrisch nachuntersuchten Rätischen Mauer. |
| Wp 13/42    |                 | Es wurde ein quadratisches, 4,4 × 4,4 Meter großes Steinturmfundament nachgewiesen. Heute ist an dieser Stelle nichts mehr zu sehen. |
| Wp 13/43    | „Im Mittlach“   | Der flache Schutthügel eines von der RLK ergrabenen, 5,3 × 4,4 Meter umfassenden, in Nord-Süd-Richtung erbauten Steinturms ist heute noch sichtbar. Die Ausgräber ergruben an der im Süden liegenden Rückseite einen rund einen Meter breiten, ebenerdigen Zugang. An der Ostseite des an die Limesmauer gebauten Turms befand sich ein Durchgang ins Barbaricum. Dieser Durchgang war bereits bei der Errichtung der Limesmauer geplant und folgte offenbar einem Vorgänger aus der Palisadenzeit. Bemerkenswert ist, dass die Limesmauer an der nordwestlichen Ecke des Steinturms mündet und messtechnisch von der südöstlichen Turmecke aus weitergeplant worden ist. Im Durchgangsbereich wurden zwei vergoldete Bronzebuchstaben entdeckt, wie sich sonst nur von Inschriften der Kastellplätze bekannt sind. Dort werden diese Inschriften mit dem Germanienaufenthalt Kaiser Caracallas im Jahre 213 in Verbindung gebracht. Nach dem Bericht des Grabungsleiters und zuständigen Streckenkommissars der RLK, fanden sich die Buchstaben zwischen den Resten von Holzbalken, was für eine hölzerne Torkonstruktion spricht, an der sich eine entsprechende Inschrift befand. Etwas weiter östlich wurden die Reste eines älteren Holzturms entdeckt, der von der rätischen Mauer durchschnittenen worden war. Daneben sind im Bereich von Wp 13/43 Reste der Palisade und des Flechtzaunes bekannt geworden, die beide den Holzturmgraben durchschneiden, also später errichtet worden sein müssen. Die Palisade läuft vor dem Flechtzaun, der teilweise von der Limesmauer überdeckt wird. |
| Wp 13/44    |                 | Die Turmstelle wird nur vermutet. |
| Wp 13/45    |                 | An dieser Stelle entdeckte die RLK zwei Steintürme und einen älteren Holzturmgraben. Der Befund ist an dieser Strecke einzigartig. Der fast genau in Nord-Süd-Richtung liegende Holzturm stand rund zehn Meter hinter der später errichteten rätischen Mauer. Als er ersetzt wurde, erbaute man daneben einen ebenfalls nach Norden ausgerichteten 5 × 4,4 Meter umfassenden Steinturm. An dessen beiden Flanken sowie an seiner Rückseite wurden Verstärkungen des Mauerwerks entdeckt. Diese Verstärkung reichten im Westen und Osten über die Hälfte der Seitenlänge hinaus und fluchtete an ihrem nördlichen Abschluss nach Süden. An der Südmauer fiel die Verstärkung nicht ganz so mächtig aus und setzte mittig dieser Mauer rund einen Meter breit aus. Ein ebenerdiger Zugang konnte jedoch nicht festgestellt werden. Im Inneren wurde eine Feuerstelle aufgefunden. Westlich dieses Bauwerks befand sich an der bereits bestehenden Limesmauer ein weiterer, jüngerer Steinturm. Aus welchen Gründen der ältere Steinturm aufgegeben worden ist, blieb bisher unbekannt. Palisade und Flechtzaun wurden hier nicht entdeckt. Das Fundament des älteren Turms ist gesichert und mit einer Hinweistafel ausgestattet. |
| Wp 13/46    |                 | Vollkommen verschwunden sind heute die Reste des Steinturms, den schon die RLK in sehr schlechtem Zustand antraf. Heute befinden sich hier eine Hinweistafel sowie ein Fahnenmast mit einem Wimpel, der die Turmnummer angibt. |
| Wp 13/47    |                 | Die hier verortete Turmstelle wird nur vermutet. |
| Wp 13/48    |                 | Die hier verortete Turmstelle wird nur vermutet. |
| Wp 13/49    |                 | Auch von dieser Turmstelle sind heute alle Spuren verschwunden. Der Limesforscher Heinrich Eidam (1849–1934) erfasste 1887 ein 4,7 × 4,3 Meter großes, mit der Front nach Norden ausgerichtetes Steinturmfundament. Die nachträglich errichtete Limesmauer schloss an die nordwestliche und nordöstliche Ecke des Turmes an. Weniger als zehn Meter östlich lag der ältere Holzturmgraben, den die Limesmauer im Süden überschnitt. In seinem Inneren wurde in der nordwestlichen Ecke noch eine Pfostengrube sichergestellt, daneben fanden sich in diesem Bereich auch noch Reste der Querbalken. Der Flechtzaun befand sich ebenfalls weniger als zehn Meter vor dem Steinturm und durchschnitt den Holzturmgraben nördlich. Rund 18 Meter nördlich der Limesmauer verlief die Palisade. |
| Wp 13/50    |                 | Die heute nicht mehr sichtbare Turmstelle konnte von der RLK ergraben werden. Der mit seiner Front fast genau nach Norden zeigende Steinturm besaß Seitenlängen von 4,2 × 3,7 Metern. Durch seine Lage im Verband mit der Limesmauer fällt er aus dem an dieser Strecke üblichen Rahmen, da sie im hinteren Drittel der Turmflanken angebaut worden ist. Östlicher stießen die Ausgräber auf den ebenfalls nach Norden ausgerichteten Holzturm, der mit seiner Südseite direkt an der später errichteten Limesmauer lag. Von diesem Turm konnten zumindest nördlich seiner einstigen Struktur noch Reste des Balkenwerks angetroffen werden. Nördlicher verlief die Palisade. Rund 32 Meter östlich des Steinturms befand sich in der Limesmauer ein rund acht Meter breites Limestor, das nach Süden leicht ausgeprägte Torwangen besaß. Ein ähnliches Tor wurde in der älteren Palisade nicht entdeckt. An der Stelle der Grabung befinden sich heute eine Hinweistafel sowie ein Fahnenmast mit einem Wimpel, der die Turmnummer angibt. |
| Wp 13/51    |                 | Die hier verortete Turmstelle wird nur vermutet. |
| Wp 13/52    |                 | Die RLK hat an dieser Stelle einen 3,15 × 2,8 Meter umfassenden Steinturm festgestellt, der erst nachträglich in die Limesmauer eingebaut wurde. Somit muss dieser Turm wohl eines der jüngsten Limesbauwerke in dem bisher beschriebenen Bereich gewesen sein. Von einem älteren Holzturm ist nichts bekannt, der Steinturm hinterließ einen flachen Schutthügel. |
| Wp 13/53    |                 | Die Turmstelle wird nur vermutet. |
| Wp 13/54    |                 | Wie Wp 13/52 war auch dieser 4 × 5,8 Meter große Steinturm nachträglich an die Mauer angebaut worden. Die heute verschwundene Turmstelle befand sich rund 100 Meter westlich der Altmühl und einer dort befindlichen antiken Furt. Diese war durch römische Bautrupps zur Sicherung gepflastert worden und verband die hier vorbeiführende gut ausgebaute, aber schmale Limesbegleitstraße. Unmittelbar daneben erhob sich die Rätische Mauer. |
| Altmühlfurt |                 | Bereits in vorrömischer Zeit hatte es mehrere Verkehrswege in diesem Bereich gegeben, die sich an den Flussübergängen bündelten. Durch den Fluss wurde die in diesem Bereich zwischen 1,20 und 1,30 Meter starke Limesmauer unterbrochen. Vom einstigen Holzturm an Wp 13/52 konnte die RLK nur noch wenige Reste erfassen. An der Stelle, an welcher der Limes auf die Altmühl traf, legte der für diesen Bereich zuständige Streckenkommissar der RLK, Heinrich Eidam, im Spätherbst 1895 Reste der Limesbegleitstraße und Holzpflöcke eines Pfahlrostes frei. Wie Eidam notierte, ragten die damals noch bis zu 0,70 Meter hohen Baumstümpfe der Palisade aus dem flachen Wasser hervor. Zumeist hatten die Römer gespaltene Föhren, seltener Eichenstämme von 0,30 bis 0,45 Meter Stärke verwendet und konsequent die flache, abgespaltene Seite Richtung Barbaricum gedreht. Nur wenige Stämme sind ungespalten verwendet worden. Das Baumaterial war unten glatt abgeschnitten und in den zuvor ausgehobenen Pfahlgraben gesetzt worden. Die Palisade wurde an dieser Stelle offenbar mit Hölzern verkeilt und der Graben anschließend wieder verschlossen. Laut Eidam war die im Oberflächenbereich vorgefundene, sehr gut erhaltene Steinsetzung an der Palisade, die teils mit Gefäßscherben versetzt war, unmöglich in der Lage, zur Stabilisierung der Pfähle beizutragen. Möglicherweise wurden die beiden Enden der Limesmauer über die Furt hinweg – zumindest zeitweise – durch einen Flechtzaun verbunden. Dicht hinter der Limesmauer befand sich die Limesbegleitstraße mit einer Breite zwischen 4,0 und 4,5 Metern. Nach Eidam hat sie sich zwischen den Mauerenden über die Furt hinweg auf zehn Meter über die ältere Palisadenlinie hinaus verbreitert. Der Ausgräber konnte die Straße anhand ihres Pflasters aus großen Sandsteinen identifizieren. Er nahm an, dass diese zum Unterbau der Trasse gehörten und in römischer Zeit von einer Schicht aus geschottertem Kleinschlag abgeschlossen wurde. Unmittelbar vor dem Westufer der antiken Furt befand sich möglicherweise ein von Eidam „sicher vermuteter“ 7 × 5,65 Meter großer Limeswachturm, der jedoch nicht in der Turmzählung der RLK auftaucht. Die Limesstraße, die unmittelbar an der Grenzmauer entlangführte, soll um den an die Mauer gebauten Turm herumgeführt worden sein. |
| ORL 71      |                 | → Hauptartikel : Kastell Gunzenhausen [ 108 ] |

## Denkmalschutz
Das Kastell Dambach und die erwähnten Anlagen sind als Abschnitt des Obergermanisch-Rätischen Limes seit 2005 Teil des UNESCO-Welterbes. Außerdem sind sie geschützt als eingetragene Bodendenkmale im Sinne des Bayerischen Denkmalschutzgesetzes (BayDSchG). Nachforschungen und gezieltes Sammeln von Funden sind erlaubnispflichtig, Zufallsfunde sind den Denkmalbehörden anzuzeigen.